# Vilhelm Dahlerup
Jens Vilhelm Dahlerup (né le 4 août 1836 à Mariager, Danemark, et mort le 24 janvier 1907 à Copenhague) est un architecte danois.

## Bâtiments remarquables
- Hotel D’Angleterre, Copenhague, Danemark (1873-75)